# Dubai-Klasse
Die Dubai-Klasse oder A2-Klasse war eine Schiffsklasse von Containerschiffen der United Arab Shipping Company.

## Geschichte

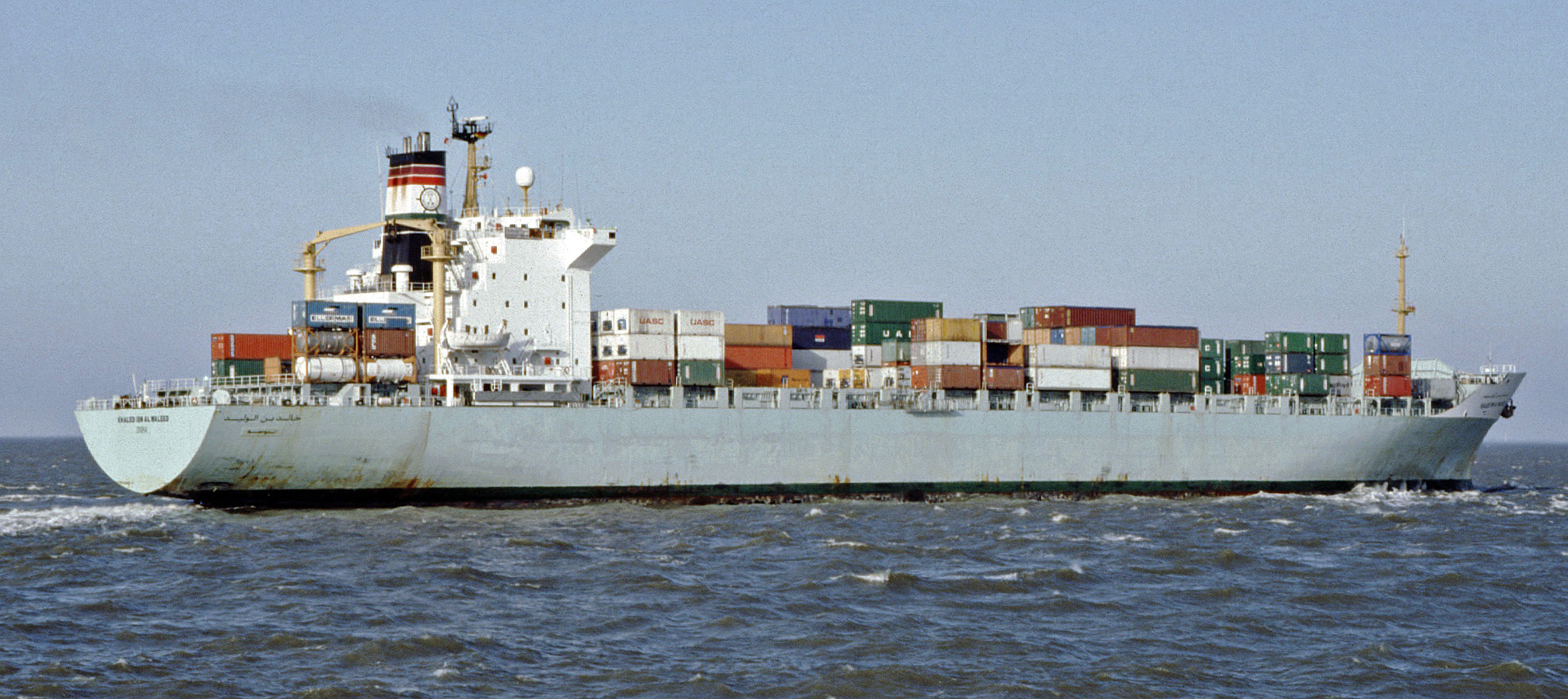
Heckansicht der Khaled Ibn Al Waleed

Der Bau der Schiffe wurde von der Reederei United Arab Shipping Company in Auftrag gegeben. Die Baureihe des Schiffstyps bestand aus neun Einheiten, die in den Jahren 1982 und 1983 auf der Werft Hyundai Heavy Industries in Ulsan gebaut wurden.
Der Schiffsantrieb bestand aus einem Sechszylinder-Zweitakt-Dieselmotor des Typs Burmeister & Wain 6L80GFCA mit einer Leistung von rund 13.500 kW.
Bemerkenswert ist die Tatsache, dass alle Schiffe ihre komplette Einsatzzeit bei ihrem ursprünglichen Auftraggeber verblieben. Wenige Einheiten wurden zwischenzeitlich an andere Reedereien verchartert und dabei auch vorübergehend umbenannt. Die komplette Baureihe wurde im Jahr 2012 von der UASC zum Abbruch veräußert.

## Die Schiffe
| Schiffe der Dubai-Klasse | Schiffe der Dubai-Klasse | Schiffe der Dubai-Klasse | Schiffe der Dubai-Klasse | Schiffe der Dubai-Klasse                                                          |
| Bauname                  | Bau- nummer              | IMO- Nummer              | Ablieferung              | Umbenennungen und Verbleib                                                        |
| ------------------------ | ------------------------ | ------------------------ | ------------------------ | --------------------------------------------------------------------------------- |
| Dubai                    | 208                      | 8117225                  | 1982                     | 2012 Duba, ab 29. Oktober 2012 in Alang verschrottet.                             |
| Al Ihsa'a                | 209                      | 8117237                  | 1983                     | 2012 Isha'a, 2012 in Alang verschrottet.                                          |
| Khaled Ibn Al Waleed     | 210                      | 8117249                  | 1983                     | 2012 Waleed, 2012 in Alang verschrottet.                                          |
| Al Wajba                 | 211                      | 8117251                  | 1983                     | 2012 Alvia, 2012 in Alang verschrottet.                                           |
| Al Manakh                | 212                      | 8117263                  | 1983                     | 2012 Manakh, 2012 in Alang verschrottet.                                          |
| Al Mariyah               | 213                      | 8117275                  | 1983                     | Willnie Taiko, Willnie Orient (1988), Mariyah (2012), 2012 in Alang verschrottet. |
| Hammurabi                | 214                      | 8117287                  | 1983                     | Australian Advance, Hammura (2012), 2012 in Alang verschrottet.                   |
| Qatari Ibn Al Fuja'a     | 215                      | 8117299                  | 1983                     | Kota Selamat, Alfujaa, 2012 in Alang verschrottet.                                |
| Al Mirqab                | 216                      | 8117304                  | 1983                     | 2012 Mirqab, 2012 in Alang verschrottet.                                          |
| Daten: Equasis           |                          |                          |                          |                                                                                   |